# Flugplatz Arosa

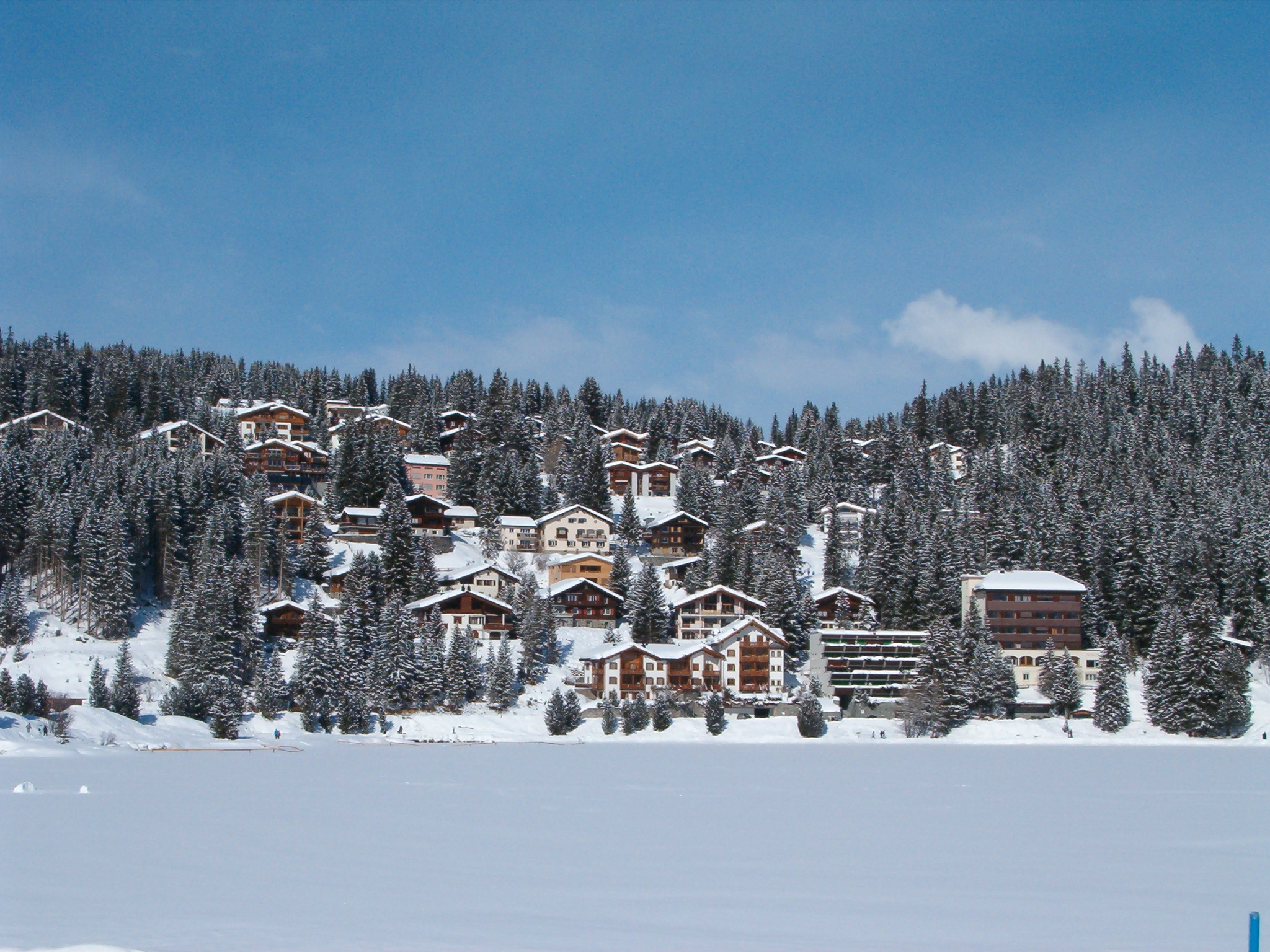
Der Obersee gegen Norden, Standort des ehemaligen Flugplatzes Arosa

Der Flugplatz Arosa war ein Winterlandeplatz für leichte Passagiermaschinen in dem Schweizer Kur- und Ferienort Arosa. Er existierte zwischen 1932 und 1936 und befand sich mitten im Aroser Dorfgebiet auf dem gefrorenen Obersee.

## Entstehungsgeschichte

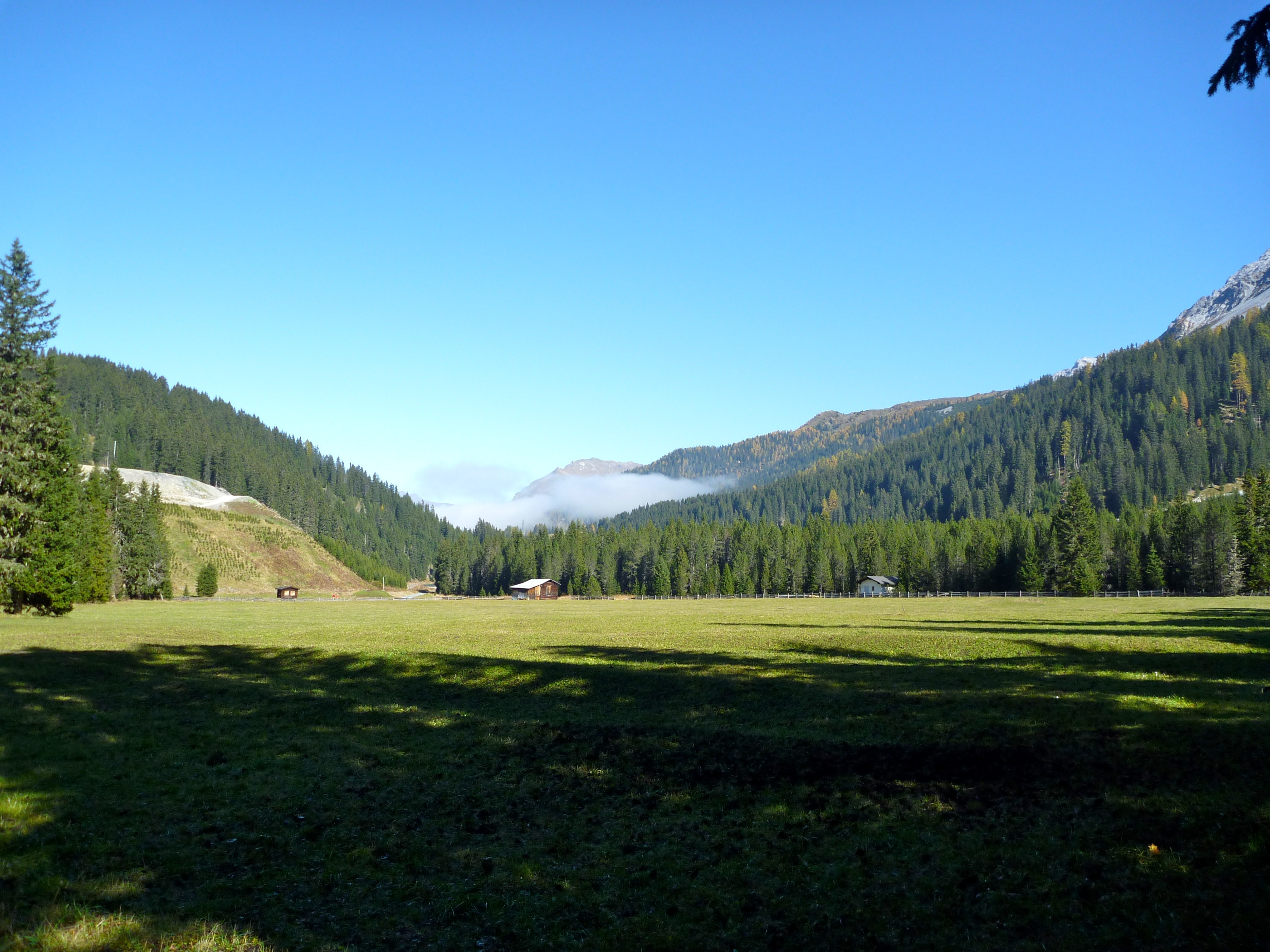
Die Iselwiese oberhalb des Stausees wurde als Ganzjahresflugplatz in Betracht gezogen

Die Kurdirektion Arosas unter der Leitung von Hans Roelli prüfte erstmals 1921 die Möglichkeit der Schaffung eines permanenten Flugplatzes. Sie kontaktierte deshalb den Flugpionier Alfred Comte, der sich in der Isel unweit des Stausees erfolglos nach einem geeigneten Standort umsah. In den folgenden Jahren wurden weitere diesbezügliche Anstrengungen unternommen, wobei man keine Örtlichkeit für einen ganzjährig zu betreibenden Platz fand.
Am 2. März 1932 gelang dem Zürcher Sportflieger Robert Fretz mit seiner De Havilland DH.80 Puss Moth, Kennzeichen CH 260, zum ersten Mal eine Landung auf dem Obersee, auf dem man hierfür im Schnee eine Landebahn hergerichtet hatte. Störende Telefonkabel in der Anflugschneise und zwei Beleuchtungsstützen auf der nahegelegenen Oberen Eisbahn waren zuvor entfernt worden. Fretz hatte sich intensiv auf das Unternehmen vorbereitet und eigens auf dem Davosersee mit baulichen Massnahmen die anspruchsvollen Landebedingungen in Arosa simuliert. Dieser Erstflug führte ihn von Davos in direkter Linie nach Arosa, das er via Sunnenrüti und Maran aus nordöstlicher Richtung erreichte. Über dem Dorf musste Fretz einige Schleifen fliegen, um dann von Süden her sicher auf dem See aufsetzen zu können. Aufgrund dieses Erfolgs wurde beschlossen, das Projekt Flugplatz Arosa wieder aufzugreifen.
Am 7. Januar 1933 landete Fretz mit derselben Maschine erneut auf dem Obersee. In der Folge startete er von dort aus diverse Flugversuche und nahm ausgewählte Gäste zu Kurzrundflügen mit, darunter das ferienhalber anwesende belgische Regentenpaar, König Albert I. und seine Gemahlin Elisabeth Gabriele in Bayern. Um zu prüfen, ob die Landebahn auch für Segelflieger geeignet sein würde, finanzierte der Kurverein mit 1'500 Schweizer Franken einen entsprechenden Versuch mit dem Schweizer Segelflugmeister Willi Farner, den Fretz – begleitet von einem Doppeldecker – vom Flugplatz Dübendorf über das Zielgebiet schleppte.
Am 14. Februar 1933 sollten Fretz und Farner, aus Milano kommend, erneut in Arosa landen, dies mit 3784 Luftpostbriefen an Bord des Seglers; leider verhinderte das Wetter diesen Flug, der stattdessen schon in Bellinzona endete.

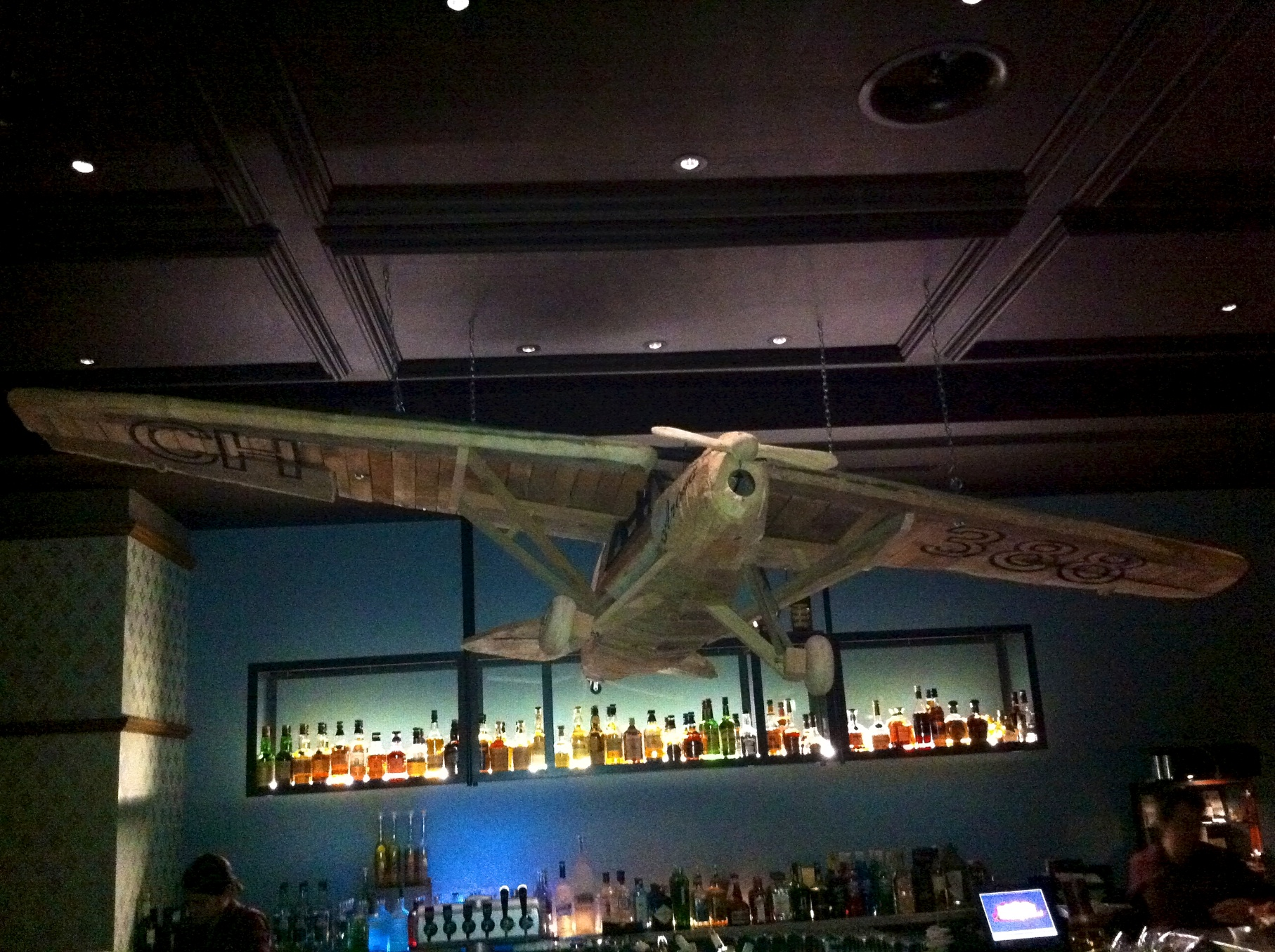
Holzmodell der „CH 388“ im Kursaal Arosa

Nachdem das Unterfangen auch mit dem Segelflieger gelungen war, wurden Fretz weitere 2'000 Franken zur Errichtung eines zerlegbaren Flugzeughangars neben der Alten Schmiede am Seeufer gewährt. Der Kurverein Arosa beschloss zudem im Herbst 1933 die Anschaffung eines eigenen Flugzeugs für 20'000 Franken, an dem sich die Gemeinde mit 5'000 Franken beteiligte. Arosa verfügte damit als erster Schweizer Kurort über eine eigene Passagiermaschine. Die brandneue dreiplätzige De Havilland DH.85 Leopard Moth, CH 388, wurde für vier Jahre an Robert Fretz verpachtet, der die Flüge auf eigene Rechnung durchführen wollte. Am 2. Februar 1934 wurde die Maschine ins Schanfigg überführt und gleichentags offiziell auf den Namen „Arosa“ getauft. Von nun an veranstaltete Fretz während der Wintersaison regelmässig Post-, Rund- und Linienflüge nach Davos, St. Moritz, Lenzerheide, St. Gallen und Zürich.
In den kommenden Wintern absolvierte Fretz so jeweils rund 400 Flugstunden. Im Sommer war die „Arosa“ mit analogem Auftrag in Altenrhein stationiert und der Hangar am Obersee diente der Übersommerung des für die Pferderennen Arosa benötigten Materials.

## Flugplatz

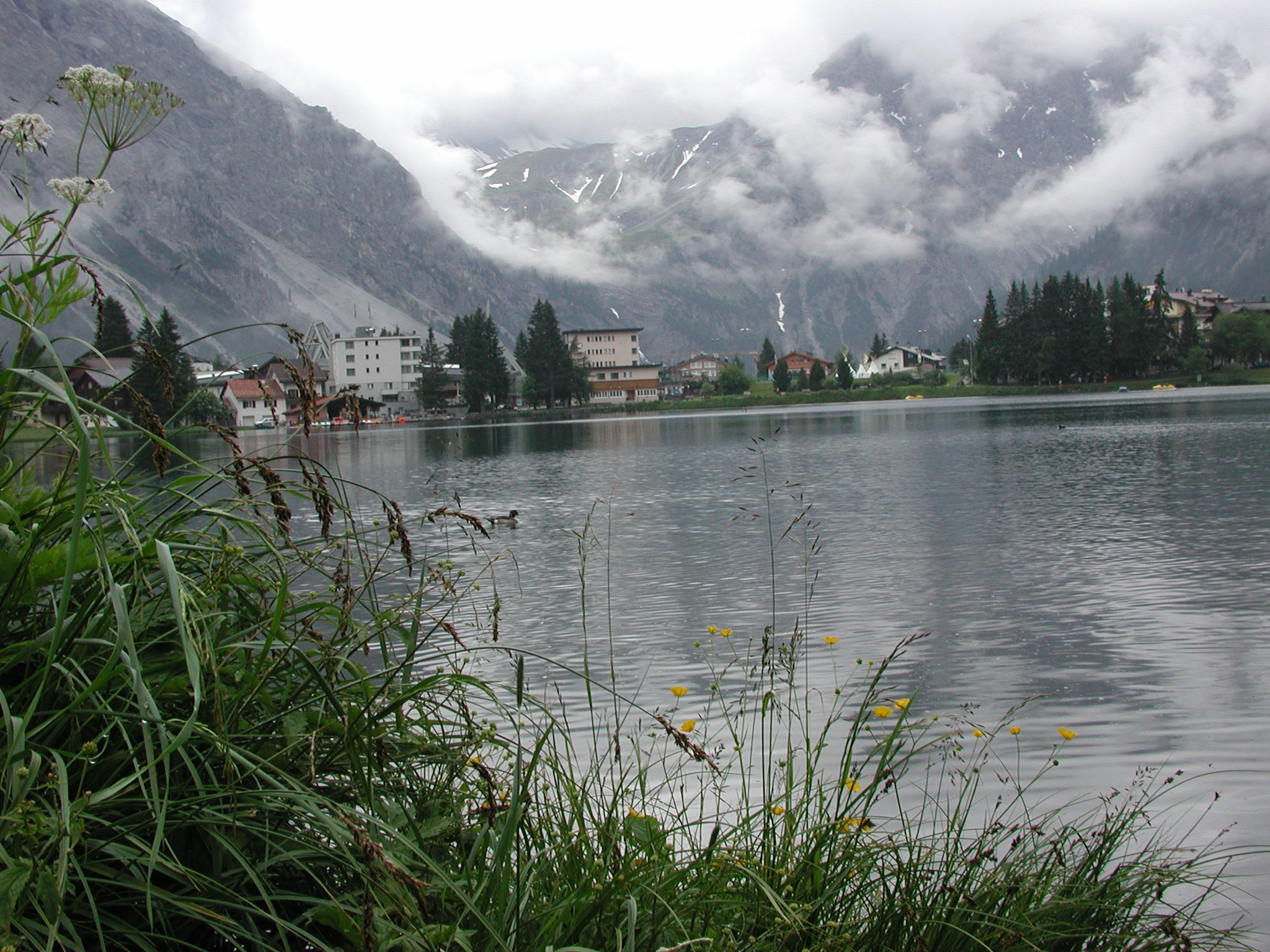
Die Abflugrichtung Süden, über die kleinen Bäume rechts der Bildmitte

Die lediglich gut 300 Meter lange Lande- und Startbahn verlief parallel zu den Gleisanlagen des Bahnhofs Arosa in nord-südlicher Richtung. Für die Herrichtung der Piste war die Gemeinde, für den Hangar und die Betriebsorganisation der Kurverein zuständig. Die Starts erfolgten in Richtung Süden vom heutigen Haus Mariposa aus über den Ochsenbühl in Richtung Untersee, die Landungen in entgegengesetzter Weise. Die Zuschauertribüne des EHC Arosa und die Beleuchtungsmasten auf der Oberen Eisbahn mussten definitiv versetzt werden. Jeweils kurz vor den Starts und Landungen wurde ein kurzer Abschnitt der Poststrasse zwischen dem heutigen Sport- und Kongresszentrum und dem aktuellen Postgebäude für sämtlichen Verkehr gesperrt. Dies geschah durch optische und akustische Signale, die der beim Haus Jelen stationierte Marroniverkäufer jeweils durch einen Knopfdruck in seiner Bude auslöste. Während der alljährlichen Pferderennen auf dem Obersee ruhte der Flugbetrieb jeweils.

## Ende des permanenten Flugbetriebes
1937 folgte Fretz einem Ruf der Swissair und liess sich von dieser als Linienpilot anstellen. Da sich kein geeigneter Nachfolger fand, der den Flugbetrieb auf bisheriger Basis fortführen konnte, verkaufte der Kurverein die Maschine für 12'000 Franken dem Aero-Club der Schweiz. Man dachte zunächst daran, den Aroser Passagierflugdienst mit einem gemieteten Sportflugzeug weiterzuführen. Da die Flugpiste jedoch mitten im Siedlungsgebiet lag, entstand aufgrund der grossen Lärmimmissionen ein erheblicher Widerstand in der Bevölkerung. Weiterhin ungelöst war zudem der angestrebte Ganzjahresbetrieb, für den man in Dorfnähe noch immer keinen akzeptablen Standort fand. Der Ausbruch des Zweiten Weltkriegs mit dem entsprechenden Einbruch des allgemeinen Tourismusbetriebs beendete dieses Vorhaben schliesslich endgültig. Trotzdem blieb die Piste in den Aroser Ortsplänen noch einige Zeit eingezeichnet. 

## Heutige Situation

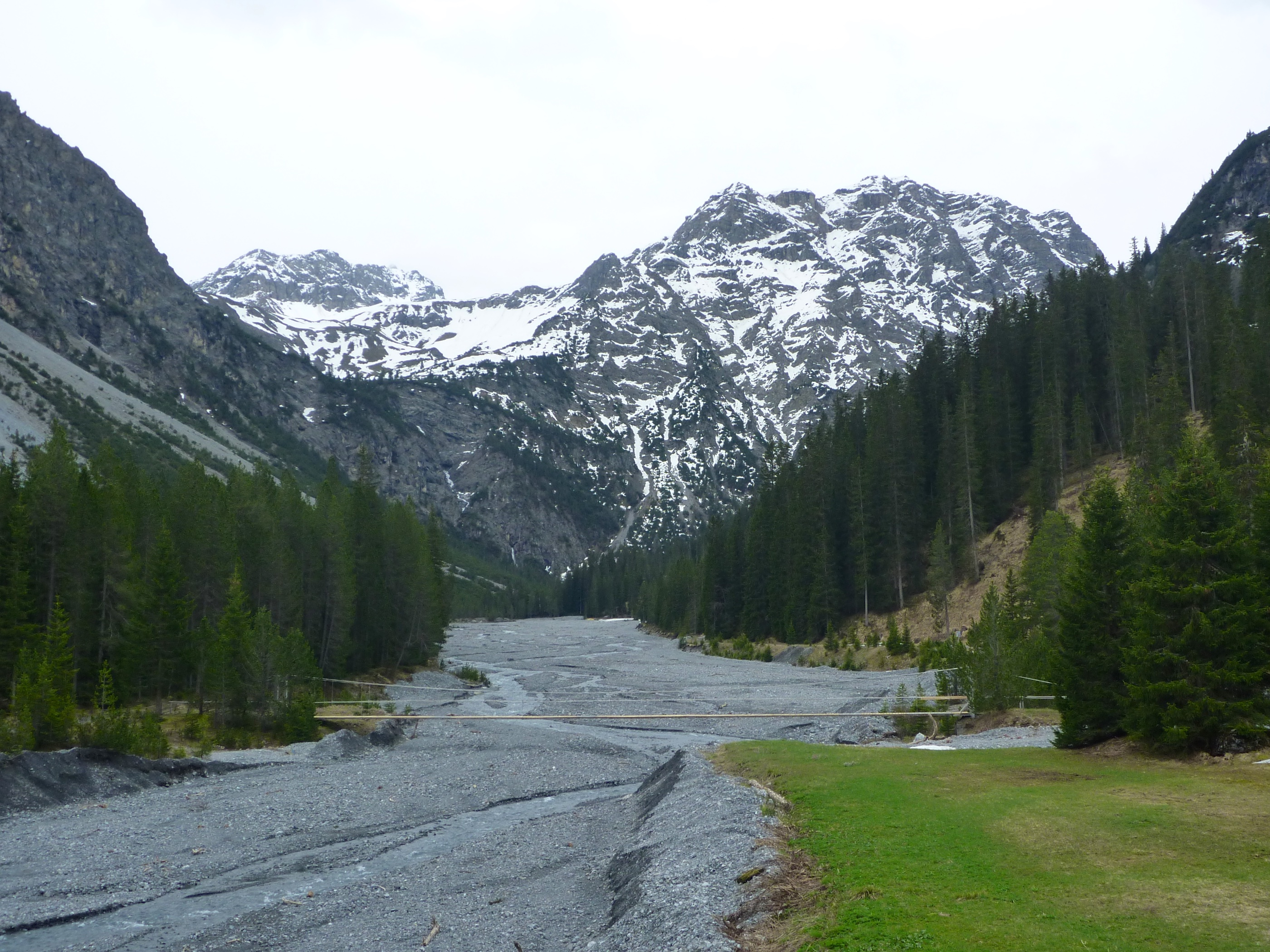
Das dabei schneebedeckte Bett des Welschtobelbachs diente jeweils im März 2015 und 2018 als temporäres Flugfeld

Heute verfügt Arosa über einen Hubschrauberlandeplatz bei der Abwasserreinigungsanlage in der Isel sowie einen weiteren für medizinische Notfälle bei der Schneedeponie unterhalb des Tannenhofs an der Schanfiggerstrasse. Letztere ersetzte den Landeplatz bei der früheren Klinik Surlej am Obersee.
Am 7. und 8. März 2015 fand in der Isel im Bereich des noch schneebedeckten, süd-nordwärts verlaufenden flachen Schotterbetts des Welschtobelbachs ein Flugtag mit Fly-ins von insgesamt 14 Gletscherflugzeugen statt. Die Piloten starteten von diversen Flugplätzen – darunter Mollis, Wangen, Fehraltorf, Bex, Genf, Beromünster, Bad Ragaz und Stuttgart – aus und flogen den Landeplatz vom Langwieser Viadukt herkommend an. Der Sportevent wurde vom Aero-Club Ostschweiz unter Mitwirkung der Aroser Peter Meisser und Rudolf Homberger organisiert. Bei einem erneuten Fly-in im März 2018 starben der Pilot und die Passagierin eines Kleinflugzeugs, das beim Start keine Höhe gewann und mit der Stahlseilbrücke kollidierte, die das Bett des Welschtobelbachs am Nordende der provisorischen Piste überquert.

## Varia
Der einheimische Skirennfahrer David Zogg wurde nach seinem Weltmeistertitel 1934 mit der „Arosa“ von St. Moritz zum offiziellen Empfang nach Hause geflogen.